# Districtul Sam Ngam
Sam Ngam (în thailandeză สามง่าม) este un district (Amphoe) din provincia Phichit, Thailanda, cu o populație de 43.933 de locuitori și o suprafață de 338,08 km².

## Componență
Districtul este subdivizat în 5 subdistricte (tambon), care sunt subdivizate în 79 de sate (muban).
| Nr. | Nume          | În thailandeză | Sate | Locuitori |  |
| --- | ------------- | -------------- | ---- | --------- |  |
| 1.  | Sam Ngam      | สามง่าม         | 16   | 9,807     |  |
| 2.  | Kamphaeng Din | กำแพงดิน        | 12   | 5,935     |  |
| 3.  | Rang Nok      | รังนก           | 12   | 6,522     |  |
| 6.  | Noen Po       | เนินปอ          | 20   | 9,246     |  |
| 7.  | Nong Sano     | หนองโสน        | 19   | 12,590    |  |